# Gasteria ellaphieae
Gasteria ellaphieae är en grästrädsväxtart som beskrevs av Van Jaarsv. Gasteria ellaphieae ingår i släktet Gasteria och familjen grästrädsväxter. Inga underarter finns listade i Catalogue of Life.

## Bildgalleri

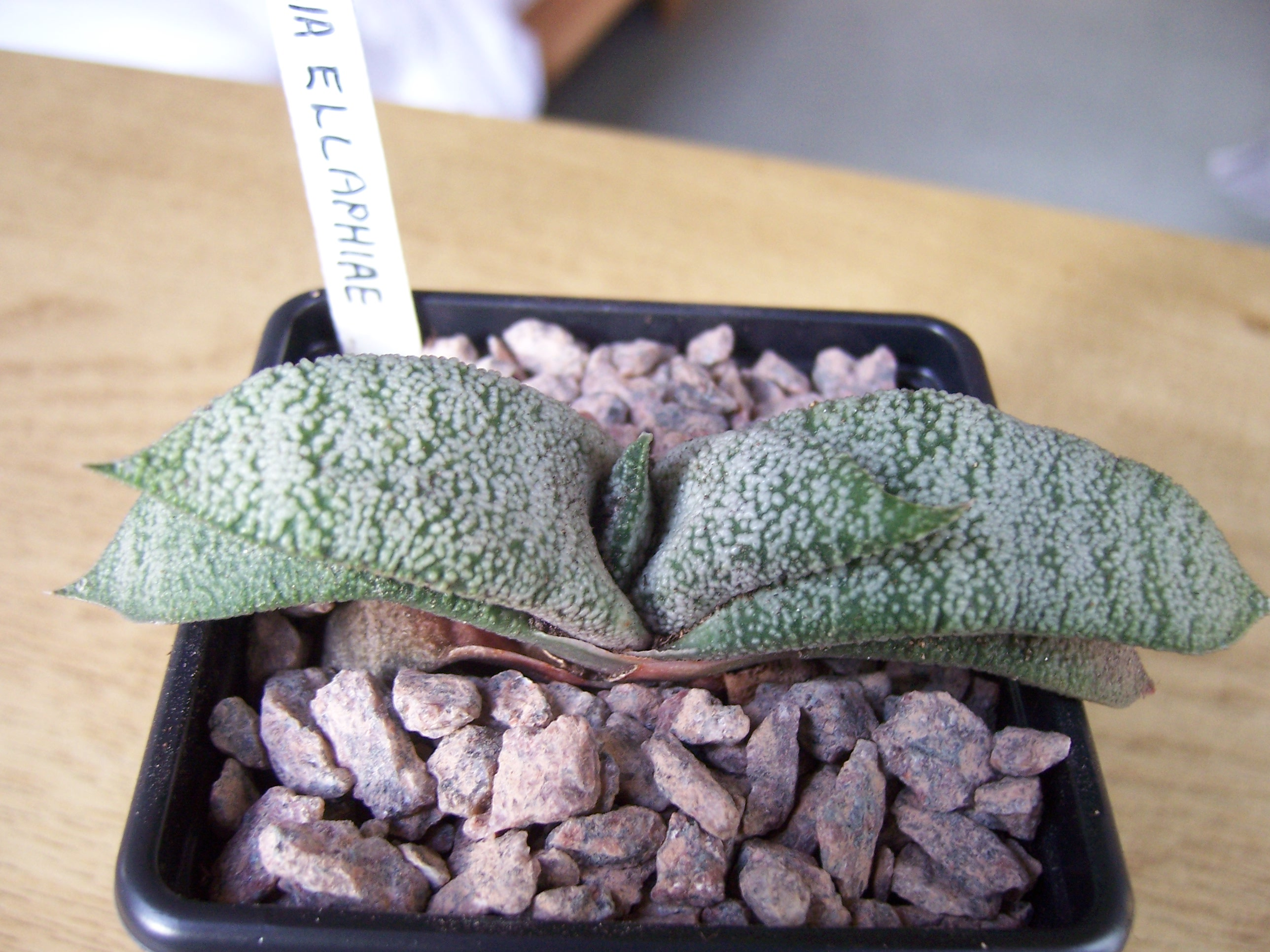